# Héctor Facundo
Héctor Osvaldo Facundo (23 de noviembre de 1937 – 13 de noviembre de 2009) fue un jugador de fútbol argentino que se desempeñó en la posición de extremo derecho, y se caracterizó por un potentísimo remate con su pierna derecha.
Participó de los torneos organizados por la Asociación Argentina, e intervino también en la Selección Argentina.

## Clubes
Facundo comenzó a jugar en el Racing Club de Avellaneda. En 1956 debutó en la primera división de San Lorenzo de Almagro, justamente frente al club de sus inicios, convirtiendo un gol el día del debut, para la derrota por 5 a 2; en esa temporada disputó además otro partido más totalizando dos  juegos. En el año 1957 no jugó ningún partido, en tanto que en 1958 jugó 9 partidos y convirtió dos goles. 
Al año siguiente ganó el Campeonato Argentino de Primera División de 1959; en ese torneo formó parte de la recordada delantera de San Lorenzó que integró junto a Miguel Ruiz, Omar García, José Sanfilippo y Norberto Boggio. En ese certamen jugó 26 partidos y convirtió 13 goles.
La obtención del campeonato, le dio al club la clasificación a la Copa Libertadores de América en su primera edición de 1960, en la que logró acceder a semifinales, instancia en la que fue eliminado por Peñarol; en el torneo internacional, jugó 4 partidos y no convirtió goles.
Jugó en San Lorenzo hasta 1963, un total de 125 partidos y convirtió 28 goles. En 1964 firmó para Huracán, club en el que jugó las temporadas 64 y 65, un total de 15 partidos y convirtió 5 goles.

## Selección Argentina
Con la Selección Argentina, jugó la Copa América de 1959 desarrollada en Ecuador donde acabaron subcampeones detrás de Uruguay. En dicho torneo, Facundo jugó en los en partidos contra Paraguay, Ecuador y Brasil y no convirtió goles.
Posteriormente, fue también convocado para formar parte del plantel de la Selección Argentina que disputó el Mundial de Fútbol de 1962 disputado en Chile, donde fueron eliminados en la etapa de grupos. En dicho torneo jugó dos partidos, contra Bulgaria en el que convirtió el gol del triunfo por 1 a 0, y en el partido final del grupo frente a Hungría.

## Síntesis Trayectoria
Fuente:
| Año         | Club                   | Torneo            | Partidos | Goles |
| ----------- | ---------------------- | ----------------- | -------- | ----- |
| 1956 - 1963 | San Lorenzo de Almagro | Primera División  | 121      | 28    |
| 1959        | San Lorenzo de Almagro | Copa Libertadores | 4        | 0     |
| 1959 y 1962 | Selección Argentina    | Amistoso          | 2        | 0     |
| 1959        | Selección Argentina    | Copa América      | 3        | 0     |
| 1962        | Selección Argentina    | Mundial 1962      | 2        | 1     |
| 1964 - 1965 | Huracán                | Primera División  | 15       | 5     |
| 1956 - 1965 | Carrera                |                   | 147      | 34    |